# MISRA
MISRA (acrònim anglès de Motor Industry Software Reliability Association, associació de la indústria del motor referent a la fiabilitat del programari) és una organització que elabora directrius per al programari desenvolupat per a components electrònics utilitzats en la indústria de l'automoció. És una col·laboració entre fabricants de vehicles, proveïdors de components i consultores d'enginyeria. El 2021, el consorci es va reestructurar com a The MISRA Consortium Limited.
L'objectiu d'aquesta organització és oferir un assessorament important a la indústria de l'automoció per a la creació i aplicació de programari segur i fiable dins dels vehicles. Els requisits de seguretat del programari utilitzat en automòbils són diferents dels d'altres àrees com la sanitat, l'automatització industrial, l'aeroespacial, etc. La missió de MISRA és "Oferir assistència a la indústria de l'automòbil en l'aplicació i creació dins dels sistemes de vehicles de programari segur i fiable".
MISRA va ser format per un consorci d'organitzacions format en resposta al programa de recerca de sistemes crítics de seguretat del Regne Unit. Aquest programa va comptar amb el suport del Departament de Comerç i Indústria i del Consell d'Investigació en Enginyeria i Ciències Físiques. Després de la finalització del treball original, el Consorci MISRA va continuar amb l'autofinançament.
Membres actuals 2021 segons lloc web: Bentley Motors, Sistemes dièsel Delphi, Ford Motor Company Ltd, HORIBA MIRA Ltd, Jaguar Land Rover, Protean Electric Ltd, Ricardo plc, Universitat de Leeds, Visteon Engineering Services Ltd, ZF TRW.